# Caoimhe Butterly
Caoimhe Butterly (Dublín, 1978) es una activista de derechos humanos, educadora, cineasta y terapeuta irlandesa que ha pasado más de veinte años trabajando en cuestiones humanitarias y de justicia social en Haití, Guatemala, México, Palestina, Irak, Líbano y con comunidades de refugiados en Europa.
Es una activista por la paz que ha trabajado con personas con SIDA en Zimbabue, personas sin hogar en Nueva York y con zapatistas en México, así como en Oriente Medio y en Haití . En 2002, durante un ataque de las Fuerzas de Defensa de Israel en Yenín, recibió un disparo de un soldado israelí. Pasó 16 días dentro del complejo en el que Yasser Arafat fue sitiado en Ramala . Fue nombrada como una de las Europeas del Año por la revista Time en 2003  y en 2016 ganó el premio de Cine de Derechos Humanos del Irish Council for Civil Liberties (Consejo Irlandés de Libertades Civiles) por su cobertura de la crisis de los refugiados. Butterly es pacifista y miembro del International Solidarity Movement (ISM), una organización que busca alternativas no violentas a la intifada armada mediante la movilización de la sociedad civil internacional.

## Trayectoria
Caoimhe Butterly nació en Dublín, siendo hija de una familia de terapeutas. El trabajo de su padre como economista de las Naciones Unidas hizo que la familia se trasladara de Irlanda a Zimbabue cuando ella era todavía una niña. Creció entre Canadá, Mauricio y Zimbabue precisamente como consecuencia del trabajo de su padre. Pasó un tiempo trabajando en el Movimiento de Trabajadores Católicos de Nueva York, y posteriormente se trasladó a América Latina donde pasó tres años viviendo con comunidades indígenas en Guatemala y en Chiapas, México. También vivió en el campo de refugiados de Jenin en Cisjordania durante un año. Ha visitado Irak en numerosas ocasiones, también visitó el Líbano, donde protestó por la visita del primer ministro británico Tony Blair al país después de haber permitido que se enviaran cargamentos de bombas estadounidenses a Israel a través de Gran Bretaña durante la Guerra del Líbano de 2006.
Butterly se educó en la teología de la liberación que, dice, "la inspiró profundamente" a trabajar en la defensa de los derechos humanos. Pasó cierto tiempo trabajando como voluntaria en hospicios para personas con SIDA en Zimbabue cuando era adolescente. Según señala ella misma, desarrolló desde una edad muy temprana un profundo sentido del deber. "Siempre he sentido la necesidad hasta un grado casi doloroso de enfrentarme a las injusticias en cualquier contexto en el que aparezcan". Abandonó la escuela a los 18 años, con idea de viajar, y después del instituto, se dirigió a Nueva York, donde pasó un año trabajando en el Movimiento de Trabajadores Católicos, fundado por Dorothy Day y Peter Maurin en 1933.

## Trabajo humanitario y activismo
Después de Nueva York, en 1998 se trasladó a América Latina, donde estuvo tres años viviendo con comunidades indígenas y zapatistas en Guatemala y en Chiapas, México. Más tarde trabajó con refugiados y comunidades de desplazados en Cisjordania, Gaza, Irak y Líbano, trabajando ambién como voluntaria en servicios de ambulancia.
En 2001, pasó 10 días ayunando frente a las oficinas del Departamento de Asuntos Exteriores de Irlanda en protesta por la decisión del gobierno irlandés de permitir que aviones de guerra estadounidenses repostaran en el aeropuerto de Shannon de camino a Afganistán . Fue arrestada mientras intentaba bloquear la pista de aterrizaje.

### Sitio del complejo de Arafat
En abril de 2002, pasó 16 días con otros voluntarios dentro del recinto sitiado de Muqaata en Ramallah, en solidaridad con los palestinos y para protestar por la presencia militar israelí en la zona . Posteriormente resultó herida durante una incursión militar en el campo de refugiados de Jenin.

### Incidente de Jenin
El 22 de noviembre de 2002, durante una operación militar israelí en Jenin, Butterly, que entonces tenía 24 años, y estaba tratando de  trasladar a un grupo de niños palestinos a un lugar seguro, recibió un disparo de un soldado israelí y sufrió una lesión en el muslo.
En una entrevista en The Guardian, la periodista Katie Barlow informó que se había sentido inspirada para conocer a Butterly por las imágenes de ella bloqueando los tanques de las Fuerzas de Defensa de Israel mientras disparaban sobre su cabeza, y por las historias de ella de pie en la línea de fuego entre soldados y niños palestinos, mientras las fuerzas israelíes amenazaban con "convertirla en una heroína". En el artículo, Barlow describe cómo Butterly, a pesar del fuego continuo, corrió derecha hacia un niño palestino discapacitado que había recibido otro disparo de un francotirador israelí. Más tarde, una ambulancia de la Media Luna Roja llegó al lugar y, en medio del fuego cruzado, los paramédicos consiguieron introducir al niño en el vehículo, y los francotiradores siguieron disparando contra las ventanas de la ambulancia, rompiendo los cristales que cayeron sobre el niño y casi mataron al camarógrafo local que estaba filmando un video. Aunque el niño sobrevivió, quedó paralizado de cintura para abajo.
Después de ser disparada, Butterly, que para entonces llevaba más de un año obstaculizando los tanques y a las tropas israelíes, se negó a irse: "No voy a ninguna parte. Me quedaré hasta que termine esta ocupación. Tengo derecho a estar aquí, tengo la responsabilidad de estar aquí. También la tiene cualquiera que sepa lo que está pasando aquí ".

### Guerra de Irak
Antes de la invasión de Irak en 2003, Butterly hizo campaña contra la decisión del gobierno irlandés de permitir que el ejército de Estados Unidos usara el aeropuerto de Shannon . Inicialmente fue firmante del manifiesto del grupo Pitstop Ploughshares que inutilizó un avión de combate estadounidense en Shannon en febrero de 2003, pero finalmente decidió no participar en la acción por el deseo de viajar a Irak en solidaridad con los civiles allí.[cita requerida] En una cumbre en Belfast en 2003 entre el presidente estadounidense George W. Bush y el primer ministro británico Tony Blair, Butterly fue arrestada y arrastrada por el cabello por untar mermelada roja en los escudos antidisturbios de dos policías. "No existe tal cosa como una ocupación benigna", dijo. "Es hora de concentrarse nuevamente en lo que está sucediendo en Bagdad".

### Estancia en Beirut
Después de la Guerra del Líbano de 2006, el primer ministro británico Tony Blair realizó un viaje a Oriente Medio para reunirse con líderes de la región. Crecía en aquel momento un sentimiento de ira contra el primer ministro británico en el Líbano, por su postura durante la guerra, su negativa a pedir un alto el fuego inmediato y por alinear sus políticas con las del presidente estadounidense George W. Bush en apoyo de la operación militar israelí. Butterly interrumpió la conferencia de prensa de Blair con el primer ministro libanés Fouad Siniora, acusando a Blair de complicidad en el reciente bombardeo israelí del Líbano . "Esta visita es un insulto", "Debería darte vergüenza, Tony Blair", gritó Butterly mientras Siniora y Blair hablaban en el complejo de oficinas de Siniora. Ella sostenía una pancarta que decía "Boicot al apartheid israelí" frente a cámaras de televisión que retransmitían en directo, hasta que los guardias de seguridad la sujetaron por los brazos y las piernas. Blair y Siniora se quedaron en silencio mientras ella gritaba.

### Incidente de Iain Hook
En 2005, dio testimonio escrito en calidad de testigo presencial en la investigación que se llevó a cabo sobre el asesinato del director de  proyectos de socorro de la UNRWA, Iain Hook, a manos de un francotirador militar israelí . Butterly también recibió un disparo en el pie durante este incidente.

### Redada de la flotilla de Gaza
Butterly estaba a bordo de una flotilla que llevaba suministros de socorro a Gaza durante el ataque a la flotilla de Gaza que tuvo lugar el 31 de mayo de 2010.
Después del terremoto de 2010 en Haití, trabajó con clínicas de salud que atendían a través de telefonía móvil y en diversos proyectos psicosociales en la zona. Más tarde volvió a retomar la educación superior ya cumplidos los 30 años haciendo un Master en Estudios de Desarrollo y en Psicoterapia Sistémica.

## Actividad actual
Después de 15 años trabajando con proyectos humanitarios y en pro de la defensa derechos humanos en el Medio Oriente, Butterly regresó a Irlanda. Actualmente reside en Dublín, aunque continúa trabajando en programas de apoyo psicosocial de apoyo en caso de trauma y en programas de búsqueda y rescate de refugiados en Grecia, Calais, Italia, Líbano y el Mediterráneo central.  También imparte conferencias y trabaja en educación crítica para el desarrollo y escribe para varias publicaciones centradas en la situación de los refugiados

## Reconocimientos
Fue nombrada como una de las Europeas del Año por la revista Time en 2003  y en 2016 ganó el premio de Cine de Derechos Humanos del Irish Council for Civil Liberties (Consejo Irlandés de Libertades Civiles) por su cobertura de la crisis de los refugiados.